# OSCA 1600 GT
OSCA 1600 GT är en sportbil, tillverkad av den italienska biltillverkaren OSCA mellan 1960 och 1963.

## OSCA 1600 GT
Bröderna Maserati hade enbart byggt tävlingsbilar sedan de startat OSCA, men de levererade även motorer till Fiat 1500S/1600S. När OSCA konstruerade sin första GT-bil användes den fyrcylindriga motorn. Bilarna byggdes med en rörram som kläddes med karosser från fristående karossbyggare. Den hade skivbromsar runt om och stel bakaxel upphängd i längsgående bladfjädrar.

## Motorsport
OSCA tävlade med varianten 1600 GTS i sportvagns-VM:s 1,6-litersklass. Dessa bilar hade trimmade motorer och individuell hjulupphängning bak. Bilarna mötte dock övermäktig konkurrens från Porsche.

## Motor
| Modell   | Motor               | Cylindervolym | Effekt | Bränslesystem          |
| -------- | ------------------- | ------------- | ------ | ---------------------- |
| 1600 GT  | 4-cyl radmotor DOHC | 1569 cm³      | 105 hk | Enkel Weber-förgasare  |
| 1600 GTV | 4-cyl radmotor DOHC | 1569 cm³      | 125 hk | Dubbla Weber-förgasare |
| 1600 GTS | 4-cyl radmotor DOHC | 1569 cm³      | 140 hk | Dubbla Weber-förgasare |